# 霍勒
霍勒（挪威語：Hole）是挪威布斯克吕郡的市镇，是靈厄里克地區的一部分。行政中心維克村，總面积為198平方公里，2004年人口總計為5,199人，人口密度為39人/平方公里。